# Froukje Jongsma
Froukje Jongsma (november 1952) is een Nederlands langebaanschaatsster.
In 1973 werd Jongsma tweede op de WK junioren.
In 1971 en 1973 start Jongsma ook op de NK Allround.

## Records

### Persoonlijke records[1]
| Afstand    | Tijd    | Datum            | Baan   |
| ---------- | ------- | ---------------- | ------ |
| 500 meter  | 45.50   | 11 februari 1972 | Inzell |
| 1000 meter | 1:32.90 | 12 februari 1972 | Inzell |
| 1500 meter | 2:23.40 | 18 februari 1973 | Inzell |
| 3000 meter | 5:07.40 | 12 februari 1972 | Inzell |